# فردریک بل
فردریک بل (فرانسوی: Frédérique Bel‎؛ زادهٔ ۲۴ مارس ۱۹۷۵) هنرپیشه، صداپیشه و مانکن اهل کشور فرانسه است. وی از سال ۲۰۰۰ میلادی تاکنون مشغول فعالیت بوده‌است. وی دوران کاری موفقیت آمیزی در حرفه‌اش داشته و در فیلم و سریال‌های زیادی بازی کرده‌است. از فیلم‌هایی که وی در آنها نقش داشته‌است می‌توان به هنر عشق، عروسک‌های روسی، عروسی‌های سریال و معجون زمان ۴ اشاره کرد.